# Борин-Шварцман, Борис Абрамович
Борис Абрамович Борин (настоящая фамилия Шварцман; 19 ноября 1899 — 9 февраля 1965) — украинский советский театральный режиссёр

. Народный артист УССР (1960).

## Биография
Режиссёр-постановщик спектаклей по произведениям Т. Г. Шевченко — Слепая, Слепой, Петрусь (1923, Государственная высшая театральная студия), «Неофиты», «Солдатов колодец» (1939).
Художественный руководитель постановок произведений К. Герасименко «Легенда» и «У большой дороги» по поэме Т. Г. Шевченко «Катерина» в Одесском украинском драматическом театре имени Октябрьской революции (1939—1941).
С фронтовыми бригадами Одесского драматического театра поставил на сцене поэмы «Еретик» и другие (1942—1943).